# Arisaema penicillatum
Arisaema penicillatum là một loài thực vật có hoa trong họ Ráy (Araceae). Loài này được N.E.Br. mô tả khoa học đầu tiên năm 1881.